# Tachornis phoenicobia
Tachornis phoenicobia е вид птица от семейство Бързолетови (Apodidae).

## Разпространение
Видът е разпространен в Доминиканската република, Кайманови острови, Куба, Пуерто Рико, САЩ, Хаити и Ямайка.